# Farewell Mountain
Farewell Mountain är ett berg i Antarktis. Det ligger i Östantarktis. Nya Zeeland gör anspråk på området. Toppen på Farewell Mountain är 1 999 meter över havet.
Terrängen runt Farewell Mountain är platt åt sydost, men åt nordväst är den kuperad.  Trakten är obefolkad. Det finns inga samhällen i närheten. 